# Mannen som älskade träd
Mannen som älskade träd är ett musikalbum med Cornelis Vreeswijk inspelat i Tromsø jul/nyår 1984/85 sedan Vreeswijk slagit sig till ro efter en turné genomförd hösten 1984 som avslutades i Tromsø. Skivan spelades in tillsammans med Jan Ero Olsen och Torbjørn Willassen och gavs ut på LP på skivbolaget Slager 1985.

## Låtlista
Sångerna är skrivna av Cornelis Vreeswijk om inte annat anges.

### Sida A
1. Mannen som älskade träd no 1 – 2:30
2. Mannen som älskade träd no 2 – 2:47
3. Babyland (Jan Ero Olsen) – 2:37
4. Skyddsrumsboogie – 3:37
5. En dag var hela jorden (trad) – 2:05
6. Goddag yxskaft-blues – 2:31
7. I väntan på Pierrot – 2:53

### Sida B
1. Blues för Dubrovnik – 4:04
2. Från mitt delfinarium – 2:55
3. 50-öres blues – 2:17
4. På en näverdosa (Cornelis Vreeswijk/Gunnar Ekelöf) – 2:22
5. Sång om coyote och varför han bara sjunger om natten – 4:14
6. En resa – 3:16

## Medverkande musiker
- Cornelis Vreeswijk – sång, gitarr
- Odd Erik Rud – flöjt
- Jan Ero Olsen – gitarr, kör
- Torbjörn Willassen – gitarr, kör
- Inge Kolsvik – keyboards
- Bjørn Adrian Andreasson – bas